# NGC 5149
NGC 5149 is een balkspiraalstelsel in het sterrenbeeld Jachthonden. Het hemelobject werd op 1 mei 1785 ontdekt door de Duits-Britse astronoom William Herschel.

## Synoniemen
- UGC 8444
- IRAS 13238+3611
- MCG 6-30-10
- KUG 1323+361
- ZWG 190.10
- KCPG 375A
- PGC 47011